# Винсентова награда
Бијенална награда Винсента ван Гога за савремену уметност, позната као Винсентова награда, је холандска награда која се додељује европском уметнику чија се дела сматрају веома значајним у савременој уметности. Награда се додељује на сваке две године у Холандији. Пет уметника се номинује за награду чији се радови излажу у музеју Стеделијк у Амстердаму. Победнику се додељује награда од 50.000 евра, названа је по Винсенту ван Гогу.

## Историја
Винсентова награда се додељује од 2000. године у знак сећања на Моник Зајфен, пријатељицу оснивача добротворне фондације Broere и галерије 121 у Антверпену. Уметничку колекцију Моник Зајфен чине дела добитника Винсентове награде и других савремених уметника. Прва додела награде је одржана у музеју у Мастрихту, а од 2006. године се додељује у музеју Стеделијк у Амстердаму где је Зајфенова колекција предата на дугорочну позајмицу. Жири се састоји од шест чланова, професионалаца из области европске уметности, на челу са директором музеја. Године 2008. су жири чинили директор музеја савремене уметности Барселоне Мануел Борха-Виљел, историчар уметности из Лондона Ијан Данлоп, Ингвилд Гец, критичар и кустос из Москве Виктор Мисијано, директорка музеја Кунстхале Беатрикс Руф и директор музеја Стеделијк Гијс ван Туил. Тада је први пут додељена и награда публике. Добитници награде су Еја-Лијса Ахтила 2000, Нео Раух 2002, Павел Алтхамер 2004, Вилхелм Саснал 2006, Дејмантас Наркевичус, Ребека Ворен и Франсис Алис (награда публике) 2008. и Анри Сала 2014. Ниједна награда није додељена 2010, 2012. и 2016. јер су се два номинована повукла, а 2018. године је најављено укидање.